# تاریخ جمهوری آذربایجان
آذربایجان با نام‌های سابق آران و شیروان یک کشور تازه تأسیس در منطقهٔ قفقاز و در جنوب شرقی اروپا می‌باشد. این این کشور از شرق به دریای خزر، از شمال به منطقهٔ داغستان روسیه، از شمال غربی به کشور گرجستان، از جنوب غربی هم به ترکیه و ارمنستان و از جنوب به ایران محدود می‌شود. این کشور میهن اقوام زیادی است که اکثر آن را آذری‌ها تشکیل می‌دهند. آنها یک گروه قومی ترک‌زبان اند که ۹ میلیون نفر را در آذربایجان شامل می‌شوند. در زمان حکوت مادها و سپس پارس‌ها، بسیاری از قفقازی‌ها به مذهب زرتشتی گرویدند و سپس به مسیحیت پیوستند که پیش از حملهٔ عرب‌های مسلمان و مهم‌تر از آن حملهٔ ترکان مسلمان است. قبایل ترک مسلمان برای وارد شدن به آن سرزمین‌ها در غالب گروه‌های جهادی موسوم به غازی درآمدند که صدها سال آنجاها را در مبارزه با مسیحیان و بیزانس تاخت‌وتاز کردند و عاقبت موجب بر بیشتر شدن جمعیت ترکان و در نتیجه تغییر زبان منطقهٔ قفقاز گردید. به دنبال جنگ‌های ایران و روسیه در سال‌های بین ۱۸۱۳ و ۱۸۲۸، دودمان قاجار ناچار گشت که تمامی مناطق قفقاز را به امپراتوری روسیه واگذار کند و معاهدات گلستان در سال ۱۸۱۳ و ترکمانچای در سال ۱۸۲۸ مرزهای بین ایران و روسیه معلوم گشت. این منطقه در شمال رود ارس، در جمهوری آذربایجان امروزی، تا زمان اشغالش در قرن نوزدهم به دست روسیه جزء خاک ایران بود. در معاهدهٔ ترکمانچای، ایران حاکمیت روسیه بر خانات ایروان، خانات نخجوان و باقیماندهٔ خانات لنکران، که شامل بخش‌های جنوبی آذربایجان می‌گشت و قبل از ترکمانچای دست ایران بود، به رسمیت شناخت.
آذربایجان بیش از ۸۰ سال تحت سلطهٔ روس‌ها بود تا سال ۱۹۱۸ که به دنبال انقلاب روسیه، آذربایجان مستقل شد و جمهوری دمکراتیک آذربایجان بنیان گذاشته می‌شود. نام آذربایجان که توسط رهبر حزب مساوات، محمدامین رسول‌زاده، به رسمیت شناخته شده بود، به دلایل سیاسی، پیش از تأسیس جمهوری برای شناختن مناطق مجاور شمال غربی و شرقی ایران مورد استفاده قرار می‌گرفت. این کشور در سال ۱۹۲۰ توسط نیروهای شوروی مورد تهاجم قرار می‌گیرد و تا زمان فروپاشی شوروی در سال ۱۹۹۱، تحت سلطهٔ کمونیسم قرار می‌گیرد و سرانجام جمهوری مدرن آذربایجان تشکیل می‌شود.

## دورهٔ پیش از تاریخ
سابقهٔ حضور بشر در جمهوری آذربایجان به هزاران سال قبل بازمی‌گردد. کاوش‌های غار آزیخ در بخش فضولی وجود آثاری از زندگی بشر به قدمت ۳۵۰ تا ۴۰۰ هزار سال را نشان می‌دهد. سنگ‌نگاره‌های قبوستان نیز تاریخی ۱۲ هزارساله دارند.
در قرن نهم قبل از میلاد سکاها در این ناحیه‌ای که هم‌اکنون جمهوری آذربایجان نامیده می‌شود، سکنی گزیدند. به دنبال آنان مادها و سپس هخامنشیان به رهبری کوروش بر منطقه حاکم گشتند. با حملهٔ اسکندر دوران حکمرانی حاکمان وابسته به او در منطقه آغاز شد اما در دوره‌هایی حاکمان محلی با دادن خراج حکومت‌های محلی خود را برپا می‌داشتند.

## دورهٔ باستان

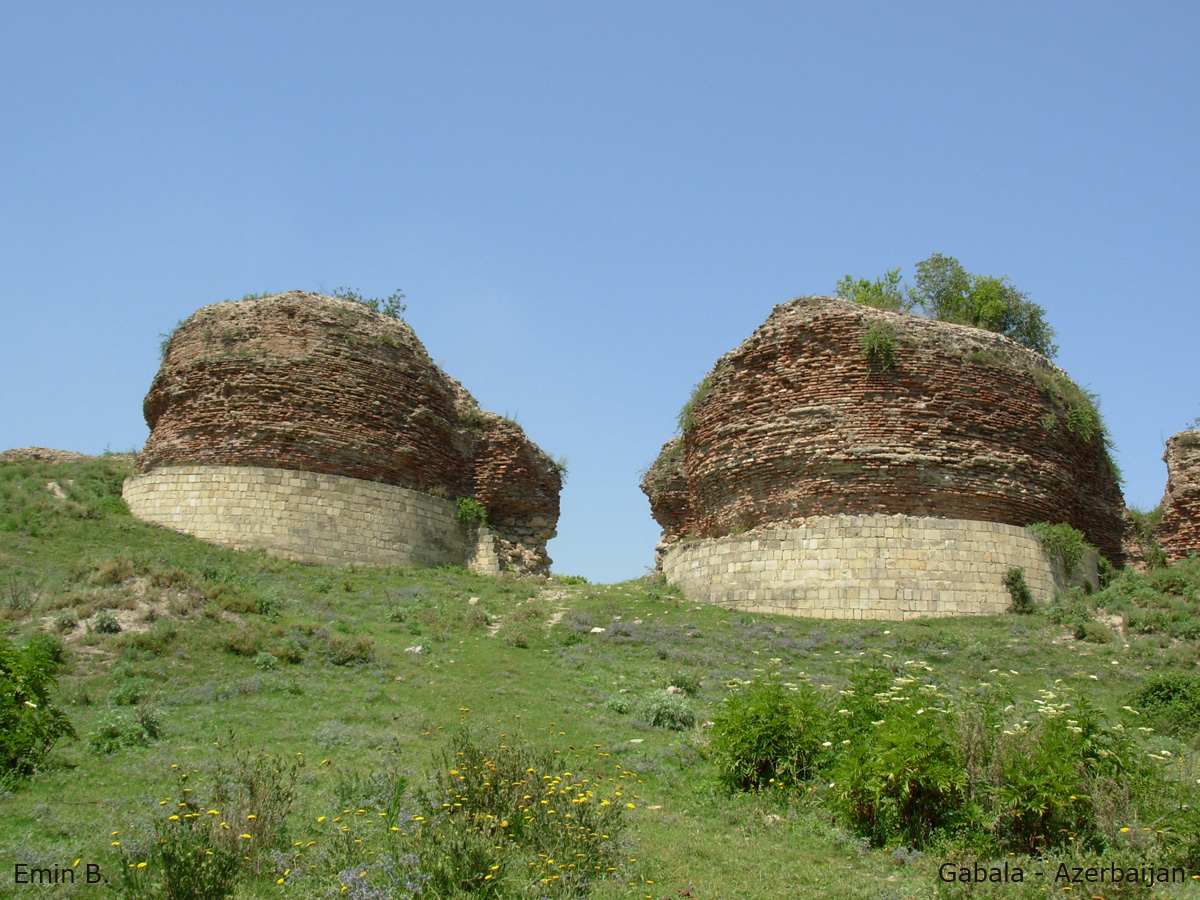
دروازه‌های شهر قبله پایتخت آلبانیای قفقاز

در فاصلهٔ قرن اول تا سوم میلادی رومیان بر این منطقه مسلط شدند و نام آن را آلبانیا نهادند در این دوران پادشاهی مسیحی آلبانیای قفقاز پدیدار شد اما در سال ۲۵۲–۲۵۳ پس از میلاد به دست شاپور اول ساسانی افتاد. کشمکش برای به دست گرفتن کنترل منطقه بین رومی‌ها، پادشاهان ساسانی و حکام محلی ادامه داشت؛ و قدرت بین آن‌ها دست به دست می‌شد.

## دورهٔ اسلام
در زمان ظهور اسلام، سلسلهٔ مسیحی مهرانی‌ها در آلبانیای قفقاز حاکم بودند. آنان همواره توسط ترکان خزر از شمال و اعراب از جنوب مورد تهدید واقع می‌شدند. اعراب مسلمان پس از شکست دادن رومیان و ساسانیان به سوی آذربایجان لشکرکشی کردند و پس از درهم شکستن مقاومت مسیحیان به رهبری جوانشیر در سال ۶۶۷ میلادی بر این ناحیه حاکم شدند.

## شروانشاهان

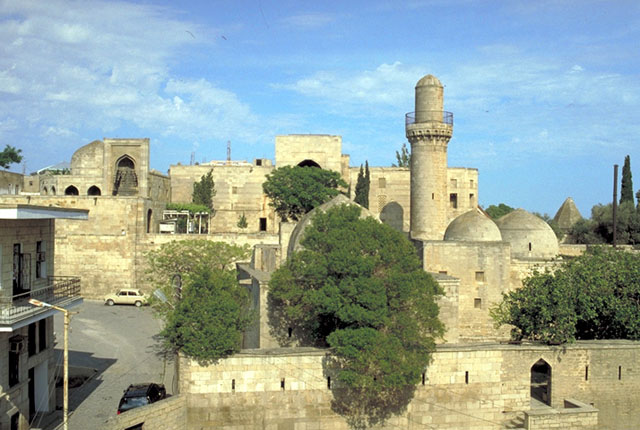
کاخ شروانشاهان در باکو

از اواخر قرن دوم شمسی شروانشاهان حکومت منطقهٔ آذربایجان را در دست گرفتند. آنان با آمدن سلجوقیان نیز بر مسند قدرت باقی ماندند. چرا که به آنان خراج می‌دادند. این سلسله تا زمان انقراضش در سال ۹۱۷ خورشیدی (۹۴۵ قمری) به دست شاه تهماسب یکم صفوی، در قسمتهایی از آذربایجان به‌ویژه ناحیهٔ شمال شرقی این جمهوری به صورت حاکمان محلی حکمرانی می‌کردند.

## غزنویان و سلجوقیان
در اوایل قرن پنجم شمسی غزنویان بر قسمتی از منطقه مسلط شدند. آنان اولین حکومت ترک تبار در منطقه بودند که در تغییر ترکیب جمعیتی آذربایجان نقش عمده‌ای داشتند. بدنبال غزنویان سلجوقیان که حکومتی ترک تبار بودند بر منطقه حاکم شدند. این دوران، دوران شکوفایی ادبیات فارسی در منطقه نیز می‌باشد. مشهورترین شاعران این دوران، نظامی گنجوی و خاقانی شروانی می‌باشند.

## حملهٔ مغول و تیمور
در قرون سیزده و چهارده میلادی با هجوم مغولها و تاتارها (تیمور لنگ) سلسله‌های محلی ورافتادند. در قرن پانزده میلادی خانات محلی تحت سلطهٔ آق‌قویونلو‌ها، تا به سلطنت رسیدن شاه اسماعیل صفوی به قسمت عمدهٔ اران، شروان و قره‌باغ تسلط داشتند. آران و شروان (جمهوری آذربایجان) جزو اولین مناطقی بود که شاه اسماعیل یکم صفوی تحت سلطه خود درآورد. بعد از جنگ تاریخی چالدران این منطقه به اشغال ترکان عثمانی درآمد تا دوباره هشتاد سال بعد ایرانیان(شاه عباس) موفق به بازپس‌گیری این منطقه شدند.

## افشاریان و قاجاریان
در قرون بعد تحت حکومت افشاریان و سپس قاجاریان این سرزمین در خاک ایران قرار داشته که سرانجام در سال‌های ۱۱۹۳ و ۱۲۰۷ خورشیدی در پی پیمان گلستان و ترکمانچای میان ایران و روسیه از ایران جدا و ضمیمهٔ روسیهٔ تزاری شد.

## سلطهٔ تزارها بر آذربایجان

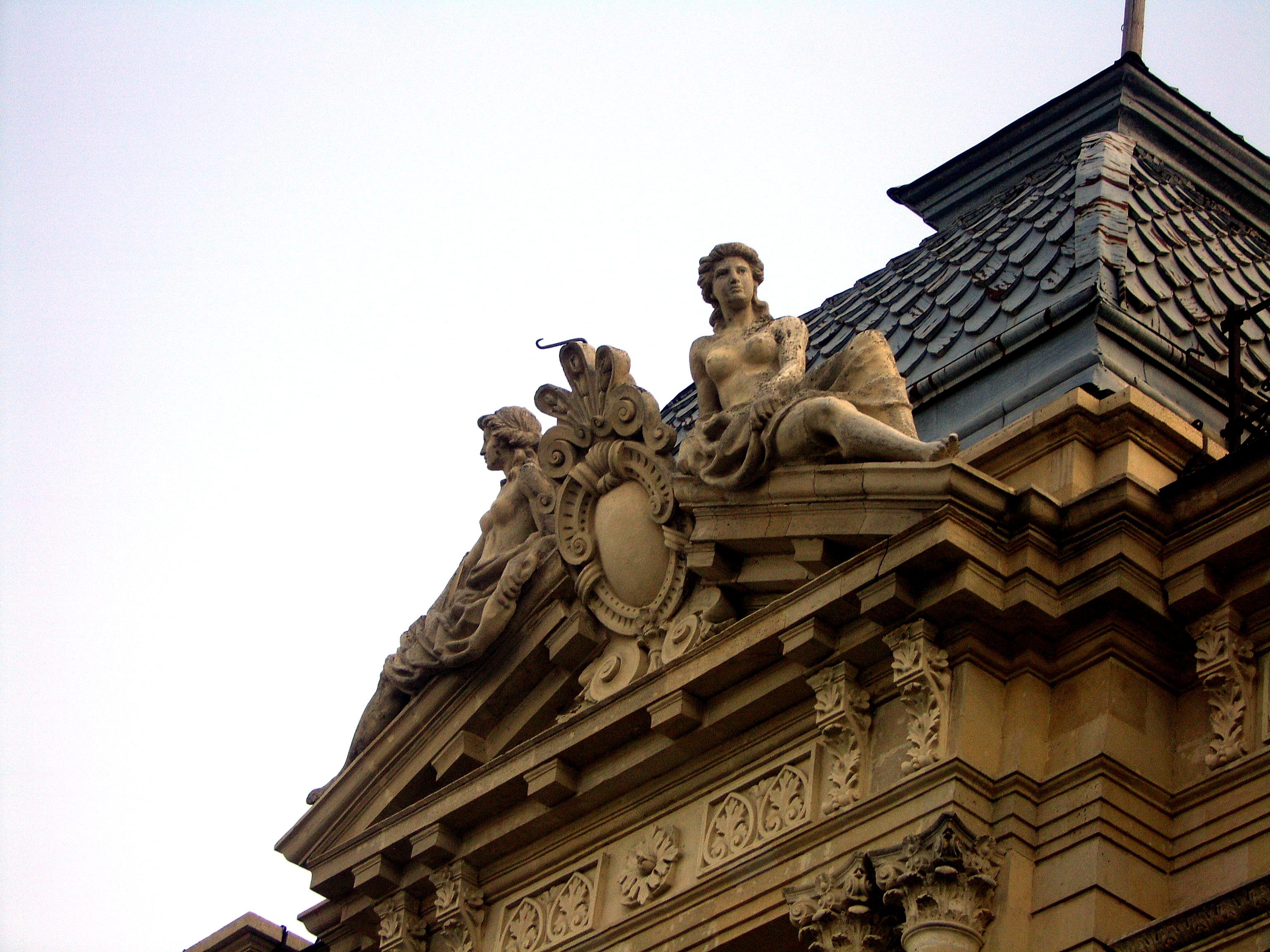
ساختمانی تاریخی در شهر باکو

پس از انعقاد پیمان گلستان و ترکمانچای میان ایران و روسیه، تزارها کنترل منطقهٔ قفقاز را در دست گرفتند، اما همچنان نفوذ فرهنگی و معنوی ایران و عثمانی در منطقه بیشتر از نفوذ روسیه بود. در این دوره، روس‌ها سرمایه‌گذاری بسیار کمی در این ناحیه می‌کردند. اما با استخراج نفت توجه به آذربایجان بیشتر گردید و اقتصاد محلی رونق گرفت. در این دوره، جمعیت شهر باکو به‌طور فزاینده‌ای افزایش یافت و مهاجران روس یک سوم جمعیت شهر را تشکیل می‌دادند. ارمنیان نیز به عنوان عمال روس‌ها در دوایر رسمی مشغول بودند. اینگونه تضادهای اجتماعی باعث وقوع شورش‌هایی در سال ۱۹۰۵ میلادی شد.

## سقوط تزارها و استقلال آذربایجان

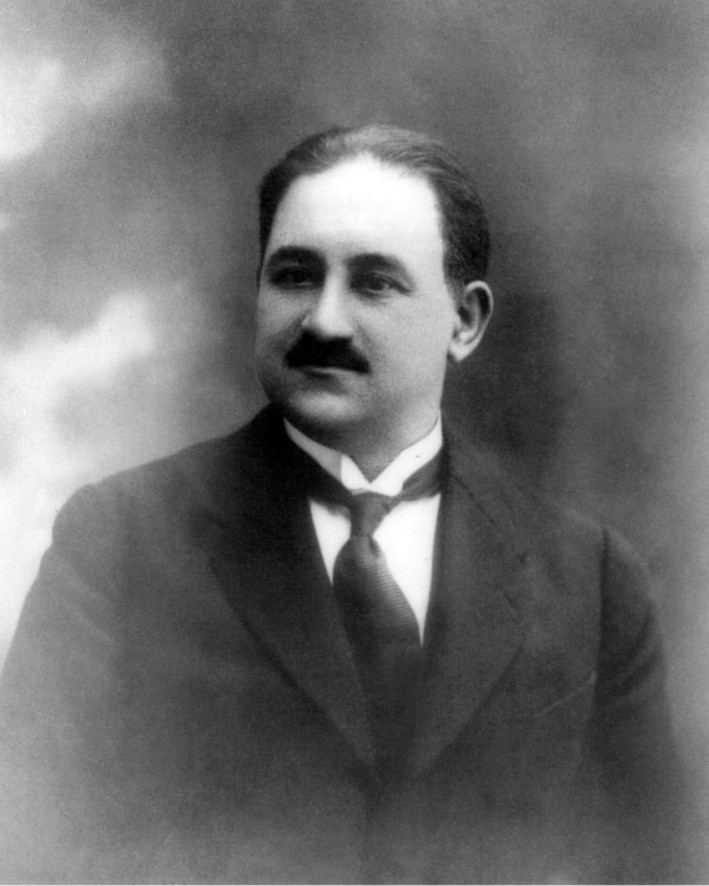
محمدامین رسولزاده اولین رئیس‌جمهور و مؤسس جمهوری دمکراتیک آذربایجان در سال ۱۹۱۸

در آغاز قرن بیستم با رشد صنایع، تفکرات اصلاح‌طلبانه در آذربایجان شکل گرفت. در سال ۱۹۰۳ میلادی حزب چپگرای همت با هدف دفاع از زبان و فرهنگ آذربایجانی تشکیل شد. حزب کوچک بلشویک نیز وجود داشت که بیشتر تحت کنترل روس‌ها و ارمنیان بود.
در سال ۱۹۱۲ با انشعاب در حزب همت، حزب مساوات شکل گرفت. به دنبال سقوط تزارها، حزب بلشویک که متشکل از ارمنیان و روس‌ها بود سعی در تشکیل دولتی کمونیستی داشتند که با مخالفت مردم مسلمان و تشکیل ارتش اسلام این حرکت ناکام ماند. سرانجام در روز ۱۸ می‌سال ۱۹۱۸، جمهوری آذربایجان با عنوان جمهوری دمکراتیک آذربایجان توسط محمدامین رسول‌زاده، رهبر حزب مساوات، استقلال خود را اعلام کرد.
تلاش جمهوری دمکراتیک آذربایجان برای آغاز گفتگوهای اتحاد با ایران با هجوم بلشویک‌ها ناکام ماند و این کشور نوبنیاد تنها دو سال پس از کسب استقلال تحت سلطهٔ اتحاد جماهیر شوروی درآمد.

## در اتحاد جماهیر شوروی
از سال ۱۹۲۰ با پیروزی بلشویک‌ها، جمهوری آذربایجان یکی از جمهوری‌های تشکیل‌دهندهٔ اتحاد جماهیر شوروی سوسیالیستی بود.

## استقلال مجدد
جمهوری آذربایجان در روز ۳۰ اوت ۱۹۹۱ در خلال فروپاشی اتحاد جماهیر شوروی اعلام استقلال نمود.